# Mariebergsstenen

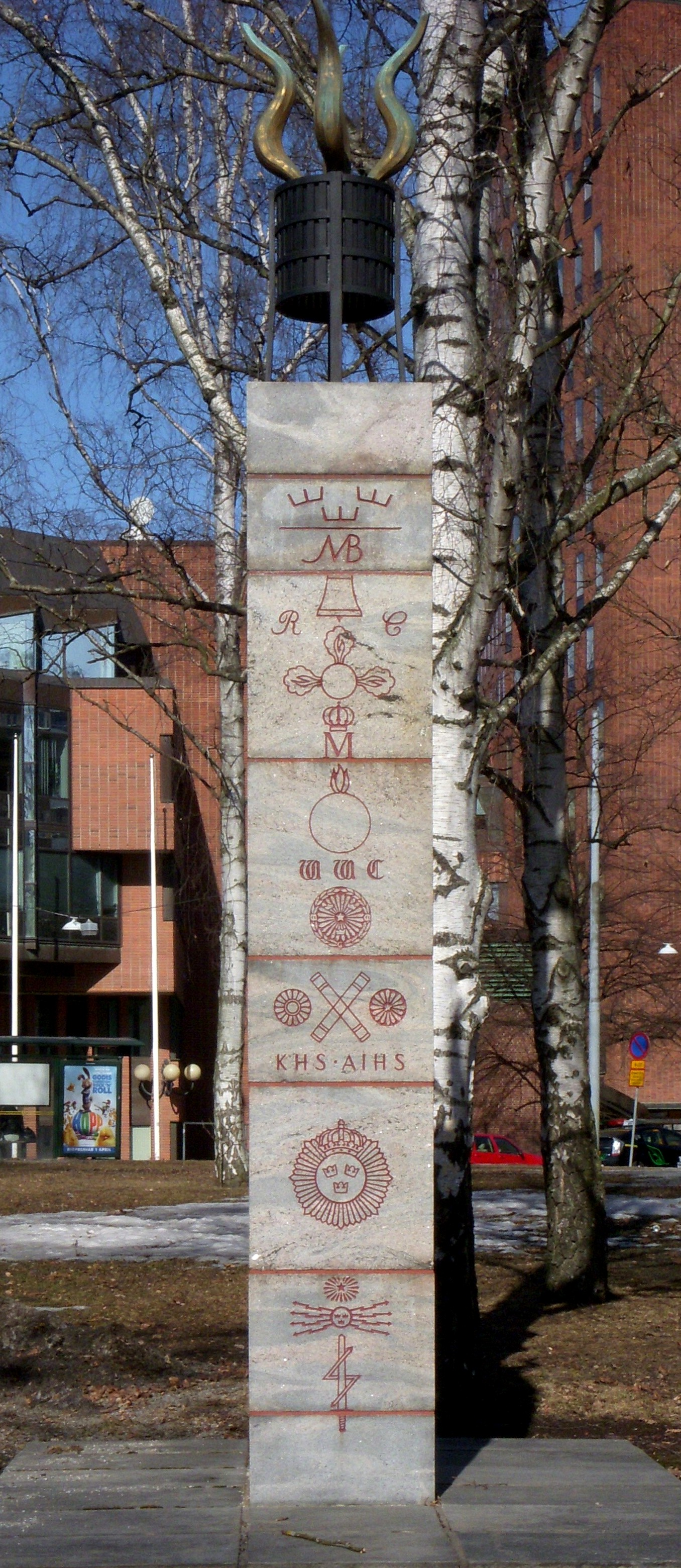
Mariebergsstenens sydsida, 2011.

Mariebergsstenen är en skulptur och minnessten i Mariebergsparken på Kungsholmen i Stockholm. Stenen är formgiven av arkitekt Ragnar Hjorth och Rest år 1953 åt minnet av gångna seklers verksamhet på Marieberg (inskription).
På området fanns  Mariebergs porslinsfabrik samt militärområdet Marieberg med bland annat Högre artilleriläroverket, Trängbataljonen, Kungl. Fälttelegrafkåren, Signalregementet och Arméns signalskola (SignS). Det fanns också en ammunitionsfabrik på Marieberg. Om hela denna omfattande och numera nedlagda verksamhet påminner Mariebergsstenen.
Stenen är av ljus marmor och uppdelad i åtta sektioner. På toppen bär stenen en symbol för "Elden", en ässja i järnsmide med förgyllda lågor. Stenens dimensioner är höjd 350 cm, bredd 120 cm och djup 240 cm. 
På stenens västra sida finns följande inskription:
- 1758-1788 MARIEBERGS PORCELLAINEFABRIQUE
- 1799-1820 STYCKGJUTERIET
- 1833-1845 KONGL RAKETCORPSEN
- 1876-1950 AMMUNITIONSFABRIKEN
- 1818-1869 KONGL HÖGRE ARTILLERILÄROVERKET
- 1846-1869 OFFICERSSKOLA FÖR KONGL VÄG- OCH VATTENBYGGNADSKÅREN
- 1866-1878 KONGL KRIGSHÖGSSKOLAN
- 1878-1884 KONGL ARTILLERI- OCH INGENJÖRHÖGSKOLAN
- 1885-1891 KONGL TRÄNGBATALJONEN
- 1891-1901 KONGL SVEA TRÄNGBATALJON
- 1901-1904 KONGL FÖRSTA SVEA TRÄNGKÅR, KUNGL SVEA TRÄNGKÅR
- 1908-1937 KUNGL FÄLTTELEGRAFKÅREN
- 1937-1940 KUNGL SIGNALREGEMENTET
- 1945-1958 ARMÉNS SIGNALSKOLA

På stenens norra och södra sida är symbolerna för ovanstående verksamheter inristade. Högst upp Mariebergs porslinsfabriks stämpel MB med tre kronor. Längst ner syns svärd och blixt, symbolen för Fälttelegrafkåren och Arméns signalskola. 
Stenen flyttades 1976 från sin ursprungliga plats när dåvarande Sovjetiska ambassadbyggnaden uppfördes. Minnesstenen bekostades av Fortifikationsförvaltningen och skänktes senare till Stockholms stad. Efter flytten hamnade stenen på Stockholms stads mark och staden har ett tillsyns- och vårdansvar för den. 
Det finns en liknande minnessten med samma namn, som utgörs av ett liggande stenblock några meter öster om Mariebergsklockan på Militärhögskolan med adress Valhallavägen 115.